# Катастрофа DC-10 в Малазі
Катастрофа DC-10 в Малазі — авіаційна катастрофа, що сталася 13 вересня 1982 року. Пасажирський авіалайнер McDonnell Douglas DC-10-30CF вже неіснуючої іспанської авіакомпанії Spantax виконував чартерний рейс BX 995 за маршрутом Мадрид — Малага — Нью-Йорк, але під час розгону по ЗПС аеропорту Коста-дель-Соль у Малазі пілот відчув сильну вібрацію, що погіршувалася, і перервав зліт. Екіпаж втратив контроль над літаком і не зміг зупинитися на злітно-посадковій смузі. Літак виїхав за межі злітно-посадкової смуги і врізався в аеродромну установку, втративши двигун, потім перетнув шосе Малага — Торремолінос, врізавшись у декілька транспортних засобів, а потім врізався в залізничний насип і загорівся.
Була проведена екстрена евакуація літака, але 50 осіб, які перебували на борту, загинули від опіків та інших травм. Ще 110 осіб були госпіталізовані. Загинуло 50, поранено 111 (110+1), разом вижило 344 особи.
Причиною катастрофи стало відривання осколків від скошеного протектора правого колеса передньої шестерні, що утворило сильну вібрацію.